# 尼克拉斯·尼伦
尼克拉斯·尼伦（瑞典語：Niclas Nyhlén，1966年3月21日—），瑞典男子足球运动员，场上位置是中场。他曾代表瑞典国家队参加1990年国际足联世界杯，结果队伍止步小组赛阶段。